# Независимост (1881 – 1882)
„Независимост“ (изписване до 1945 година: „Независимость“) е печатен орган на емигриралите водачи на Либералната партия от Княжество България, който излиза в Пловдив от 1881 до 1882 година. 
Вестникът е създаден от водачите на т.нар. „непримирими“ либерали, които намират убежище в Източна Румелия след държавния преврат в Княжество България от 27 април 1881 година. Сред тях са Петко Каравелов, Иван Славейков и Петър Неболсин. Издаването е финансирано чрез акционерно дружество, учредено специално за целта.
Първият брой на „Независимост“ излиза на 10 октомври 1881 година. Свои статии във вестника поместват Каравелов, Петко Славейков, Захари Стоянов и други либералски политици и журналисти. „Независимост“ отразява обществения живот в Източна Румелия, но вниманието му е насочено главно върху развоя на събитията в Северна България след като княз Александър Батенберг установява Режима на пълномощията. Издателите му радеят за възстановяване на Търновската конституция и подлагат на остри нападки консерваторите, княза и руските им поддръжници заради орязването на избирателното право и гражданските свободи. Въпреки официалната забрана и съдебното преследване на нарушителите, вестникът е разпространяван широко в Княжество България.
Издаването на „Независимост“ спира в началото на октомври 1882 година, вследствие от материални затруднения и идейни разногласия между либералите по отношение на тактиката срещу режима на пълномощията.